# Димитър Казаков
Димитър Казаков (известен и като Нерон) е български художник.

## Биография
Роден на 22 юни 1933 г. в село Царски извор, Търновско. През 1965 г. завършва специалност „Графика“ при проф. Ефтим Томов във Висшия институт за изобразително изкуство „Николай Павлович“ в София. От 1966 г. участва в художествени изложби в България и в представителни изложби в чужбина. На следващата година получава наградата на СБХ за графика.
Димитър Казаков е творец, който по своеобразен начин пресъздава жанрово-фолклорни мотиви.
Работи с всички техники и с разнообразни материали. Прави 15 самостоятелни изложби, като най-успешната е през 1980 година. Следват десетки изложби в най-престижните галерии в Ню Йорк, Париж, Мадрид, Виена, Токио, Торонто, Атина, Базел, Люксембург. Творби на Нерон са притежание на националния фонд за съвременно изкуство в Лувъра, Париж, в музея „А. С. Пушкин“, Москва, в Императорската колекция в Токио.
Заедно с брат си Никола Казаков дарява на музея в Трявна, който се помещава в Старото (или Славейковото) школо, над 500 свои творби – живопис, рисунки върху теракота и фаянс, дървена и каменна пластика. Днес те могат да се видят в няколко просторни зали на втория етаж на възрожденската сграда.

## Галерия
- Графити от Димитър Казаков в Божурище
- Полицейски участък Божурище с графити от Димитър Казаков – Нерон